# Alfred Grenda
Alfred Francis Grenda (ur. 15 września 1889 w Launceston, Australia – zm. 30 maja 1977 w Paradise, USA) – australijski kolarz torowy, srebrny medalista mistrzostw świata.

## Kariera
Największy sukces w karierze Alfred Grenda osiągnął w 1912 roku, kiedy zdobył srebrny medal podczas mistrzostw świata w Newark. W zawodach tych wyprzedził go jedynie Amerykanin Frank Kramer, a trzecie miejsce zajął André Perchicot z Francji. Był to jedyny medal wywalczony przez Grendę na międzynarodowej imprezie tej rangi. Ponadto wielokrotnie stawał na podium zawodów cyklu Six Days, odnosząc osiem zwycięstw. Nigdy nie wystąpił na igrzyskach olimpijskich.